# Betlanovce
Betlanovce (in tedesco Bettelsdorf, Bettlersdorf, Bethlensdorf o Bethelsdorf, in ungherese Betlenfalu) è un comune della Slovacchia facente parte del distretto di Spišská Nová Ves, nella regione di Košice.

## Storia
Fondato nel 1260 da coloni tedeschi, il villaggio deriva il suo nome dalla città di Betlemme.